# Tholos

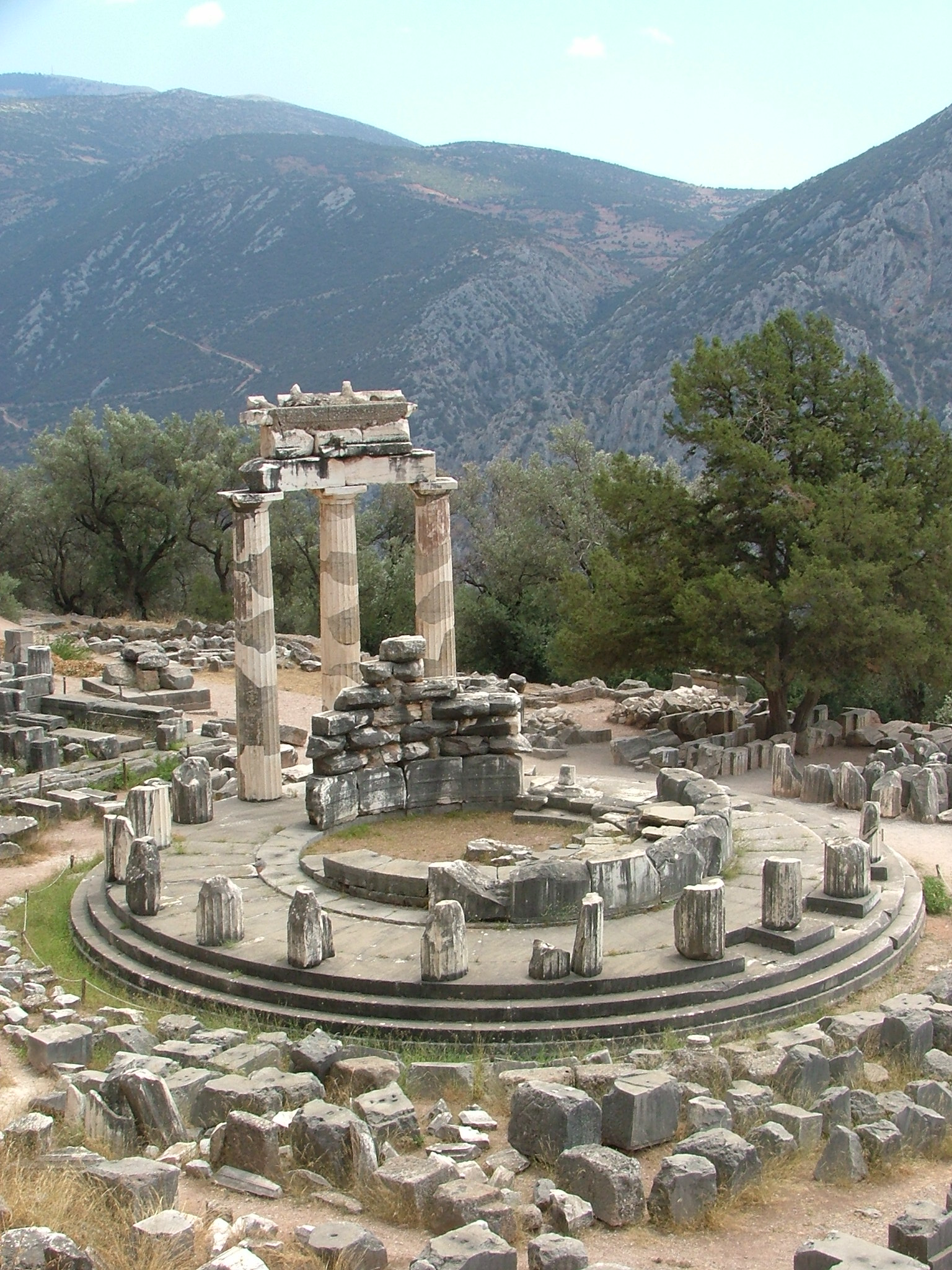
La tholos de Delphes.

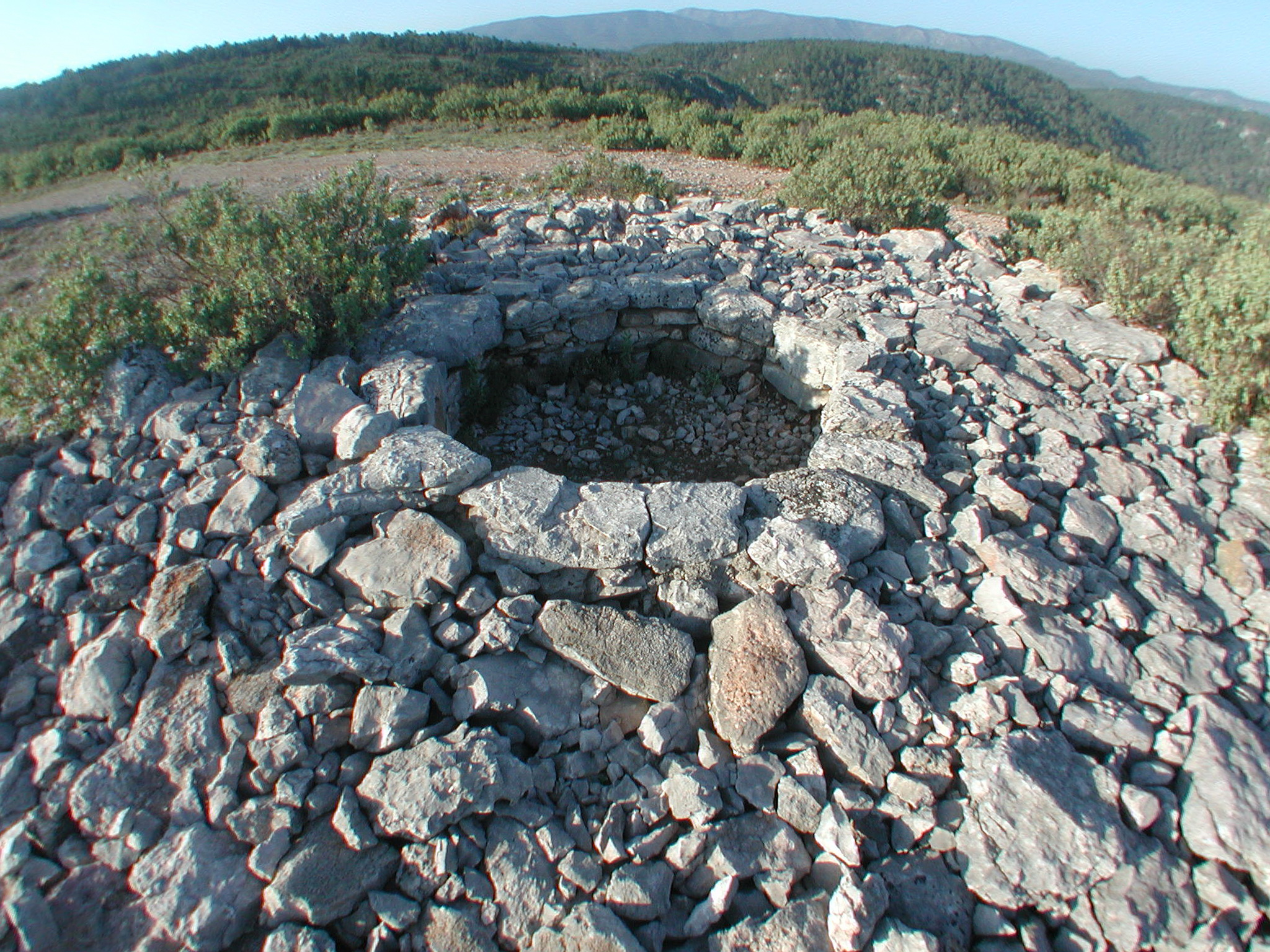
Tholos de la Lauve, édifice du Néolithique.

Une tholos (du grec θόλος, édifice en voûte, rotonde) est, dans l'architecture de la Grèce antique, un édifice de plan circulaire à destination religieuse ou funéraire,.
L'expression tombe à tholos est employée pour désigner une tombe à chambre mycénienne à coupole ou, plus couramment pour désigner un édifice rond (généralement un temple) d'époque archaïque, classique ou hellénistique.
Les préhistoriens ont parfois repris le mot pour désigner des édifices circulaires plus anciens.

## Origines et formes
Le nom apparaît chez Homère pour désigner la voûte qui couvre la réserve de la demeure d'Ulysse. Ce nom a été repris dans l'Athènes de l'époque classique pour désigner une rotonde abritant la salle à manger des prytanes et des greffiers. Les Grecs désignaient par le même terme également un bâtiment d'Épidaure et de Magnésie du Méandre.
Les archéologues ont réutilisé le terme tholos afin de désigner des tombes d'époque mycénienne, l'utilisation de pierres parfaitement taillées donnant à ces dernières l'aspect de ruches d'abeilles. Par extension, le terme a été utilisé pour désigner des édifices circulaires à l'époque romaine.

## Formes anciennes

### Préhistoire
Certains auteurs ont employé le mot « tholos » pour désigner des constructions circulaires néolithiques.

### La tholos mycénienne

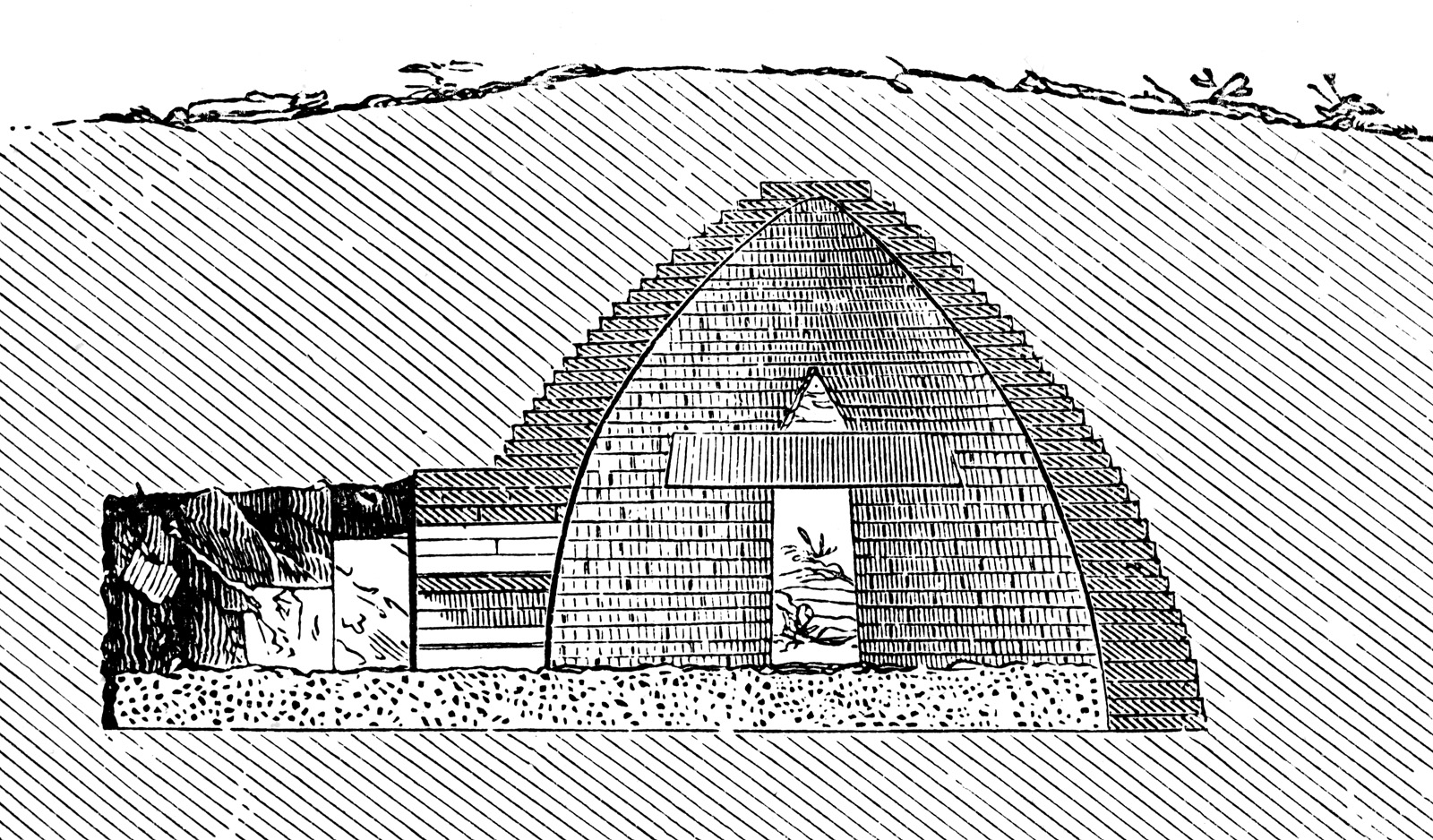
Tombe à coupole mycénienne dite « trésor d'Atrée ».

Dans le contexte de l'architecture mycénienne, les anglophones appellent couramment tholos ou beehive tomb (« tombe en ruche ») ce que les francophones nomment « tombe à coupole » ou « tombe à tholos ». Ce type de sépulture est très répandu dans tout le monde mycénien, ainsi à Mycènes, Pylos, Thorikos… Le « Trésor d'Atrée », à Mycènes en est le représentant le plus illustre.
Ces édifices sont composés d'une coupole en encorbellement, à section ogivale, qui ne peut se maintenir que si elle est recouverte d'une masse de terre qui fait poids et empêche sa dislocation. Quand l'érosion vient à bout de cet apport de terre, la coupole s'écroule. C'est ce qui finit généralement par se produire.
Après la disparition du système palatial mycénien centralisé et l'avènement des âges obscurs vers 1200 av. J.-C., ce type de sépulture disparaît pratiquement du monde grec, sauf dans quelques régions (Crète, Thessalie, Phocide, île de Céphallénie), où il subsiste encore jusqu'aux alentours de 1125 à 1025 av. J.-C., avant de laisser sa place à des sépultures individuelles (tombes à ciste ou à fosse),.

### Autres bâtiments apparentés selon les archéologues
En Espagne on trouve de telles structures dans Los Millares, datées de la fin du IVe millénaire av. J.-C.
La culture nuragique, qui a fleuri dans la Sardaigne protohistorique et antique entre 1600 et 238 avant J.-C., a construit plusieurs tombes à tholos.
Des tombes à tholos sont apparues aussi dans le monde étrusque, comme celles des nécropoles du site archéologique de Vetulonia aux VIIe et VIe siècles av. J.-C. (tumulo della Pietrera et tumulo del Diavolino II, qui comportent chacune une fausse coupole à pilier central).

## Civilisation nuragique
Le Tholos se trouve en grand nombre sur l'île de Sardaigne en Italie, à la base d'une grande partie des quelques 8000 sites de la Culture nuragique, où il souvent une pièce essentielle du complexe archéologique.

## La tholos grecque classique

### Tholos de Delphes

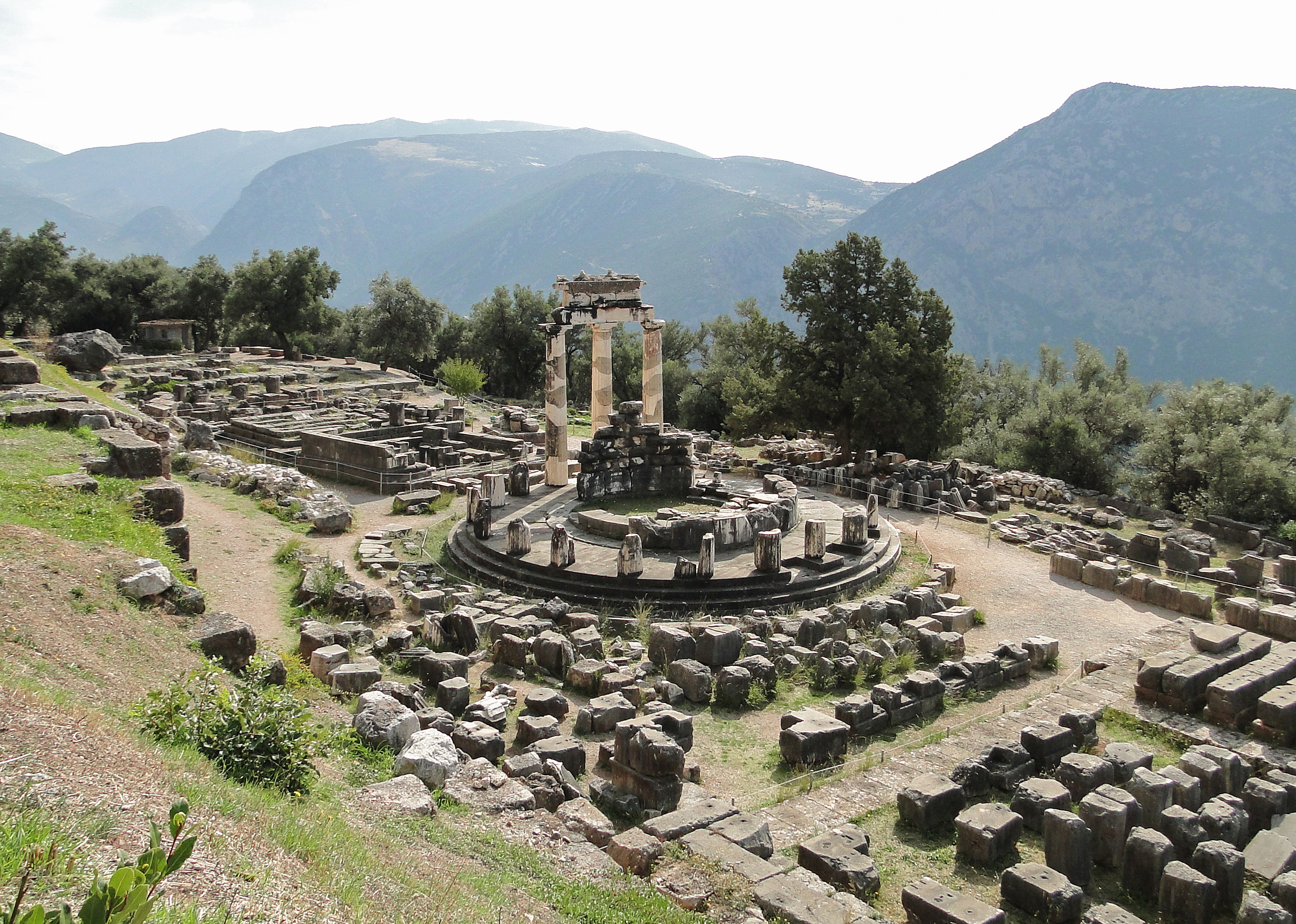
La tholos de Delphes et les temples adjacents.

Le premier en date des édifices circulaires d’époque classique est la tholos du sanctuaire d'Athéna Pronaia à Delphes. Les fouilles ont révélé le premier temple d’Athéna, construit aux environs de l’an 600 av. J.-C., et ont permis de restituer la première colonne dorique en pierre de la « vieille tholos », colonne très élancée et taillée à l’image des colonnes de bois. Les archéologues ont daté la reconstruction de l’édifice des années 340 av. J.-C. La bâtisse, construite par l'architecte Théodoros de Phocée, est constituée d'un naos entouré d'une colonnade dorique d’une grande régularité ; ces vingt colonnes de la péristasis étaient décorées de métopes. Un même rythme, multiple ou sous-multiple de 20, se répète du soubassement au plafond. Conçue dans un style très classique et dans un esprit presque géométrique, elle est en marbre pentélique ; ses demi-colonnes intérieures sont appuyées au mur de la cella ; « Le chapiteau reste encore sec et le décor de feuilles d’acanthe et de spirales s’adapte mal au calathos » ; les chéneaux à rinceaux, les moulures sculptées au pied des murs et l’ordre corinthien intérieur atténuent la sévérité du style dorique ; les fragments des métopes, très mutilées, marquent une nouvelle étape de la sculpture attique vers plus de réalisme. La destination précise de cette tholos a été très débattue depuis un siècle; selon les dernières recherches en cours, l'édifice, plus récent qu'on ne le croyait (ce que montrent les proportions élancées de la colonne dorique), serait, tout comme son homologue d'Olympie, une consécration macédonienne consécutive à la mainmise du roi Philippe II de Macédoine sur l'amphictionie delphique (346), suivie de la victoire décisive du même roi sur Athènes, Thèbes et leurs alliés, à la bataille de Chéronée (338).

### Tholos d'Athènes

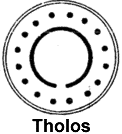
Plan schématique.

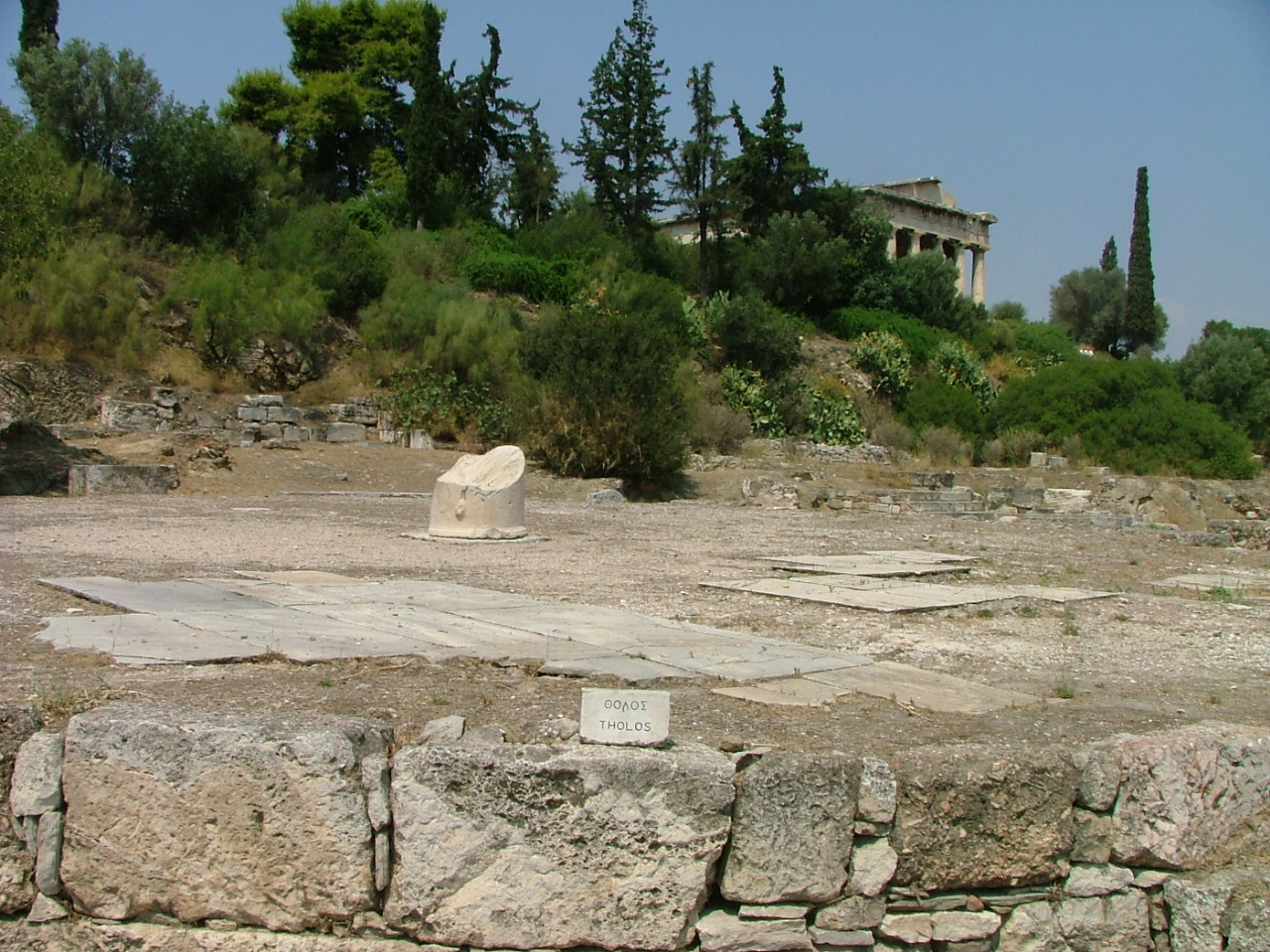
Vestiges de la tholos d'Athènes.

Ce monument a été édifié sur l’agora d’Athènes en 465 av. J.-C., après la destruction d'un monument plus ancien qui avait la même fonction par Xerxès en 480 av. J.-C., lors des guerres médiques.
La tholos d'Athènes était le siège de la vie diplomatique de la cité et servait de lieu de réunion pour les prytanes. Elle avait donc le rôle de prytanée. Ces magistrats, qui exerçaient un pouvoir exécutif pour une durée d'un mois, y prenaient leur repas, aux frais de l'État pendant la durée de leur mandat. Ce lieu avait donc une fonction de cuisine et de salle à manger, tout en étant un lieu central des activités économiques de la cité. On y conservait des étalons de mesures, utilisés pour contrôler les capacités marchandes.
La tholos d'Athènes est composée d'une salle circulaire soutenue par six colonnes centrales avec une porte qui s’ouvre du côté ouest. Des fouilles ont été menées par des archéologues américains en 1934.

### Tholos d'Épidaure

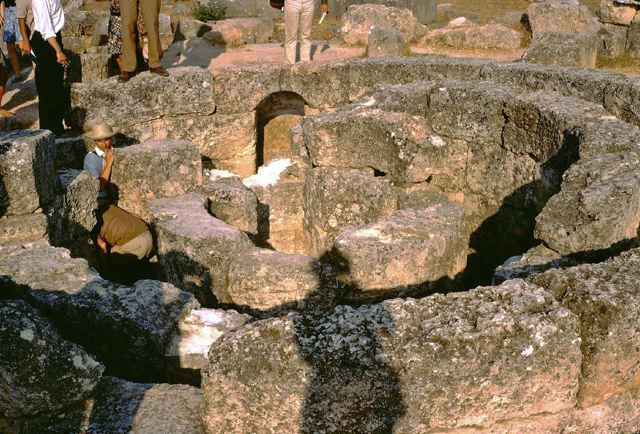
Fondations de la tholos d'Épidaure.

Le chef-d’œuvre du style décoratif est réalisé dans la tholos d’Épidaure, nommé Thymélé dans les devis de construction. Ce monument circulaire, énigmatique par son plan et sa fonction, a été construit au VIe siècle av. J.-C. et intégré au sanctuaire d'Asclépios ; il a fait l'objet d'un ajout au milieu du IVe siècle av. J.-C. par l'architecte et sculpteur Polyclète le Jeune. Il dominait le centre du sanctuaire par sa position élevée sur un tertre et par ses propres dimensions : 21, 80 m de diamètre et 12 m de hauteur jusqu’au sommet du toit. Il est remarquable par ses magnifiques colonnes corinthiennes, et par la richesse de son décor, couronné d’un fleuron de palmettes et de rinceaux torsadés émergeant d’une corbeille d’acanthes. Les fondations en labyrinthe circulaire sont visibles in situ et leur sens n'est pas connu : plusieurs hypothèses ont été émises pour expliquer la fonction de cette crypte en couloirs concentriques — puits sacré, demeure des serpents sacrés, autel de libation, tombeau du dieu lié peut-être aux aspects oraculaires du culte —, mais aucun témoignage antique ne permet de les confirmer. Toutes les ornementations (chapiteaux, caissons, sculptures) sont exposées et reconstituées au musée d'Épidaure.

## Temples ronds d'époque romaine
Le monde romain nous a transmis des temples ronds directement inspirés de la tholos grecque. Ainsi, à Rome, le temple de Vesta (Ædes Vestæ) du forum romain, dont la fondation remonte au VIIe siècle av. J.-C., le temple d'Hercule Victor du Forum Boarium (IIe siècle av. J.-C.), le temple de Vesta de Tibur (Ier siècle av. J.-C.), le temple B (temple de Fortuna Huiusce Diei) du Largo Argentina (Ier siècle av. J.-C.), et, pour finir, des rotondes de beaucoup plus grandes dimensions, comme celle du Panthéon (IIe siècle).

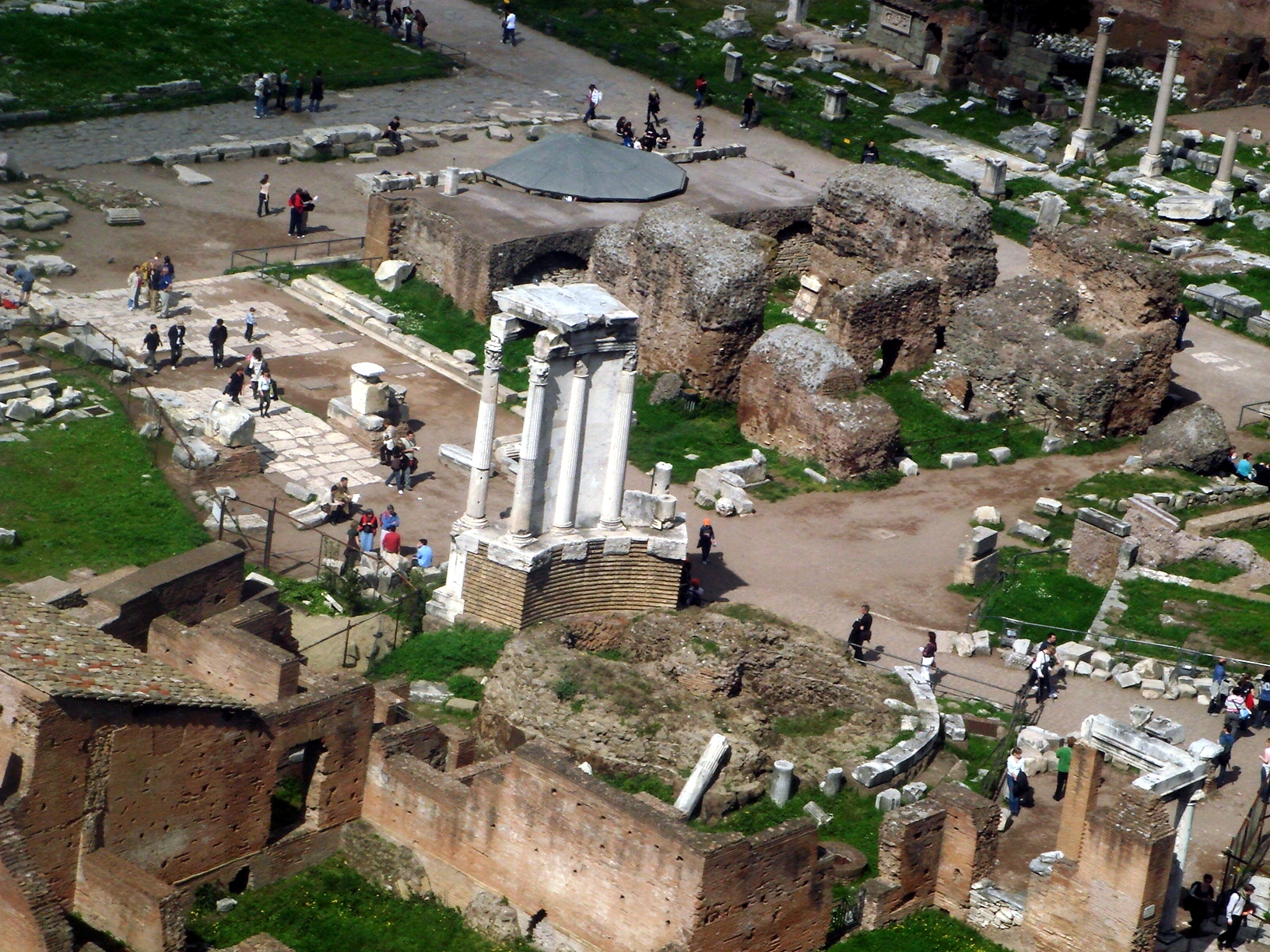
Temple de Vesta du Forum romain, vu du mont Palatin.
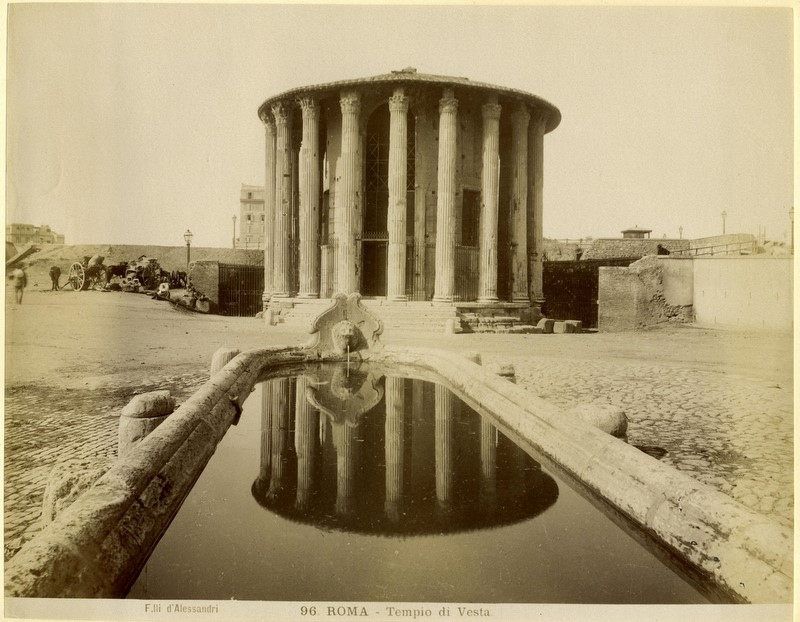
Temple d'Hercule Victor dit « Temple de Vesta » du Forum Boarium, photographie vers 1880-1890.
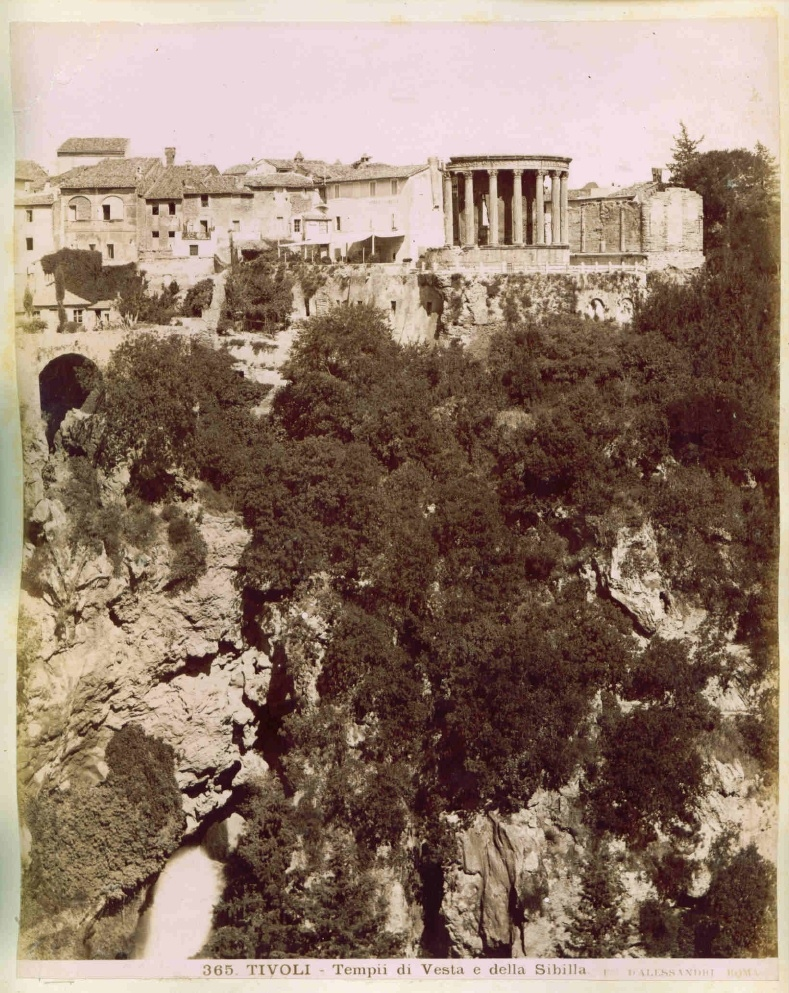
Temple de Vesta à Tivoli, photographie vers 1880-1890.